# Telarium
Die Telarium Corporation (früher: Trillium) war ein US-amerikanischer Publisher, der von 1984 bis 1987 existierte und seinen Sitz in Cambridge, Massachusetts, einem Vorort von Boston, hatte. Telarium publizierte Computerspiele, die überwiegend zum Genre der Textadventures mit Grafiken gehörten und auf literarischen Vorlagen beruhten. Dabei erfolgte eine Zusammenarbeit mit bekannten Schriftstellern wie Michael Crichton, Ray Bradbury und Arthur C. Clarke.

## Geschichte (1984 bis 1987)

### Überblick
Telarium, ein Tochterunternehmen von Spinnaker Software, hatte die Rechtsform einer US-amerikanischen Corporation. Bei der Corporation, einer Kapitalgesellschaft, ernennt in der Regel ein Board of Directors die Geschäftsführung (Officers), zu der üblicherweise ein President, ein Chief Executive Officer und ein Corporate Secretary gehören. President von Telarium war C. David Seuss, der auch Gründer und CEO des Mutterhauses Spinnaker Software war. Das Softwareunternehmen Spinnaker Software wurde 1982 gegründet und publizierte Lernsoftware („educational software“) sowie Computerspiele. Die Gründung der Telarium Corporation im Jahr 1984 war Teil einer Marketingstrategie zur Erschließung neuer Marktsegmente: Während die Windham Classics Corporation, ebenfalls ein Tochterunternehmen von Spinnaker, die Zielgruppe der jüngeren Adventure-Spieler ansprechen sollte, wandte sich Telarium an erwachsene Adventure-Spieler.
Zunächst führte die Firma den Namen Trillium, den sie dann aber, möglicherweise wegen markenrechtlicher Probleme mit dem Verlag Trillium Press, in Telarium umänderte. Als juristische Person hatte die Telarium Corporation z. B. formal die Möglichkeit, in eigenem Namen Lizenzverträge für die Spieladaption der Romanvorlagen sowie Entwicklerverträge mit den Game Designern abzuschließen. Faktisch gab es in Teilen der Geschäftstätigkeit eine enge Zusammenarbeit mit dem Mutterhaus, insbesondere beim Vertrieb.
Nach drei Jahren Geschäftsbetrieb erlosch die Telarium Corporation im Jahr 1987. Ende der 1980er-Jahre geriet das gesamte Marktsegment der textbasierten Adventurespiele in eine Krise; so stellte z. B. auch die Firma Infocom im Jahr 1989 ihren Geschäftsbetrieb ein. In der Folgezeit wurden Point-and-Click-Adventures von LucasArts und anderen Firmen populärer, bis auch sie in den 1990er-Jahren an Bedeutung verloren.
Das Mutterhaus Spinnaker Software Corporation wurde 1993/94 von der Firma SoftKey übernommen. C. David Seuss wurde President von SoftKey. 1996 übernahm SoftKey den Konkurrenten The Learning Company und firmierte seither unter diesem Namen. Nach einer zwischenzeitlichen Übernahme durch den Spielzeug-Konzern Mattel ist The Learning Company jetzt ein Tochterunternehmen der Houghton Mifflin Harcourt Publishing Company und publiziert Lernsoftware und Adventure-Spiele.

### Adventure-Entwicklung
Eine Besonderheit war die Zusammenarbeit mit etablierten Schriftstellern. Der zuständige Produktmanager Seth Godin äußerte sich dazu im Rahmen eines Adventure-Features einer Computerzeitschrift. Danach stammen die Texte in Dragonworld und Amazon komplett von den Autoren ("Byron Preiss and Michael Crichton wrote every word of the game"), während in anderen Fällen eine enge Textabstimmung mit den Autoren erfolgte ("In the case of Fahrenheit 451 and Rendezvous with Rama, we worked with the authors on the editings and the way it worked. We didn't just buy their names"). Mehrere Telarium-Adventures wurden unter Federführung von Byron Preiss und seiner Firma Byron Preiss Video Productions entwickelt. Preiss, der bereits seit den 1970er-Jahren auch als Verleger und Book Packager tätig war, hielt vor allem den intensiven Autorendialog über die erzählerischen Besonderheiten des Adventure-Genres gegenüber Buch und Film für wichtig, um geeignete Storylines zu entwerfen ("The key point is having a dialogue with the author").
Der inhaltliche Fokus der Adventures lag weniger auf der Lösung von Rätseln, als auf der Qualität der Handlung und der Beschreibungstexte sowie den Interaktionsmöglichkeiten des Spielers mit anderen Nicht-Spieler-Charakteren. Ein Entwicklungsschwerpunkt lag auf der Leistungsfähigkeit des Parsers, der – ähnlich wie der Parser des Konkurrenten Infocom – die Fähigkeit aufweisen sollte, komplexe Sätze und nicht nur einzelne Worte oder Kurzsätze zu verarbeiten. Bereits die ersten Telarium-Spiele wie Dragonworld und Fahrenheit 451 erfüllten dieses Kriterium; bei Folgeadventures wie Nine Princes in Amber konzentrierten sich die Programmierer auf Verbesserungen in den Bereichen Schnelligkeit, Wortschatz und Grammatik. Die Entwickler standen dabei in direkter Konkurrenz zu den Programmierteams von anderen Textadventureproduzenten wie Synapse Software, die ebenfalls daran arbeiteten, einen Parser zu entwickeln, der dem von Infocom ebenbürtig oder gar überlegen wäre. Dieser Wettstreit wurde in den Medien „Parser war“ (Parser-Krieg) genannt.
Technisch wurden die Spiele für typische Plattformen der 1980er-Jahre wie C 64, MS-DOS, ZX Spectrum, Atari ST, MSX, Mac OS und Apple II umgesetzt. Neben englischsprachigen Versionen wurden teilweise auch Spielversionen für den MSX in spanischer Sprache veröffentlicht. Die Steuerung erfolgte mit Tastatureingaben, die in einem Text-Parser verarbeitet wurden; teilweise erfolgte auch eine Steuerung über Joystick bzw. Maus. Die Telarium-Adventures hatten zweidimensionale Grafiken, Titelmelodien und Soundeffekte. Die Grafiken der meisten Spiele dienten überwiegend illustrativen Zwecken, waren aber zum Teil auch funktional (so wurden zum Beispiel Gegenstände abgebildet, die die Spielerfigur an sich nehmen konnte; Nicht-Spieler-Charaktere konnten nach abgebildeten Gegenständen befragt werden). Das Adventure Shadowkeep war ein Hybrid aus Point-and-Click-Adventure und Rollenspiel.

## Adventure-Titel
Telarium publizierte seine Adventures auf der Basis literarischer Vorlagen, die vorwiegend den Genres Krimi, Science-Fiction und Fantasy entstammten. Teilweise erfolgte die Spielentwicklung in Zusammenarbeit mit bekannten Schriftstellern. Folgende Titel wurden veröffentlicht:
1984
- Amazon (entwickelt von Michael Crichton nach Motiven seines Romans Congo)
- Fahrenheit 451 (entwickelt von Ray Bradbury und Byron Preiss auf der Grundlage von Bradburys Science-Fiction-Roman Fahrenheit 451)
- Rendezvous with Rama (mit entwickelt von Arthur C. Clarke; Adaption seines Science-Fiction-Romans Rendezvous mit 31/439)
- Dragonworld (entwickelt von Byron Preiss und Michael Reaves; Adaption ihres gleichnamigen Fantasy-Romans)
- Shadowkeep (Grundlage für den gleichnamigen Fantasy-Roman von Alan Dean Foster; erste Romanadaption eines Computerspiels)

1985
- Perry Mason: The Case of the Mandarin Murder (entwickelt auf Basis der literarischen Strafverteidiger-Figur Perry Mason von Erle Stanley Gardner)
- Nine Princes in Amber (entwickelt auf Basis von zwei Romanen aus dem Fantasy-Romanzyklus Die Chroniken von Amber von Roger Zelazny)

1986
- The Scoop (entwickelt auf Basis des gleichnamigen Kriminalromans von Agatha Christie u. a.)

Zwei weitere Titel – Starman Jones, die Adaption des gleichnamigen Science-Fiction-Romans von Robert A. Heinlein und The Great Adventure, basierend auf einem Science-Fiction-Roman von Philip José Farmer – waren geplant und in der Programmvorschau angekündigt, wurden aber nicht mehr publiziert. Noch im Planungsstadium war eine Adaption von Werken des Science-Fiction-Autors Harry Harrison.

## Bedeutung und Nachwirkung

### Telarium in journalistischen Beiträgen zu Computerspielen
In den 1980er-Jahren wurden die Telarium-Adventures in Spielerezensionen von Computerspielezeitschriften für ihre hohe Textqualität, die detaillierten Grafiken und die vielseitigen Dialogmöglichkeiten mit Nicht-Spieler-Charakteren gewürdigt.
Anfang der 2000er-Jahre betonte ein Beitrag im Online-Magazin Telepolis die Wegbereiterrolle "legendärer Firmen der Textzeit wie Infocom und Telarium" für später nachfolgende Point-and-Click-Adventures von LucasArts und anderen Firmen.
Das Online-Magazin GameSpy sah im Rahmen eines Schriftsteller-Interviews zum Thema Literatur und Computerspiele das Telarium-Spiel Shadowkeep („a groundbreaking product at the time“) rückblickend als Wegbereiter späterer Computer-Rollenspiele wie der Reihe Eye of the Beholder von Westwood Studios und Strategic Simulations.

### Telarium in Untersuchungen zur Geschichte und Theorie des Computerspiels
Die Telarium Corporation und ihre Adventures wurden in mehreren Untersuchungen zur Geschichte und Theorie des Computerspiels mitbehandelt.
Werner Faulstich (1993) zählte Telarium zu den wichtigen Firmen des Adventurespiel-Genres ("Als wichtige Hersteller gelten die Firmen Infocom, Mindscape, Telarium und Brøderbund Software"). Adventures wie Dragonworld  charakterisierte er als "´Computer-Comics´, also Text-Bild-Computerspiele". Das Adventure Fahrenheit 451 sei ein hochkomplexes, interaktives Computermärchen und "gleichsam Literaturliteratur, ein Spiel mit Klassikern und zugleich mit dem Erzähler, dem Spieler selbst".
Konrad Lischka (2002 und 2005) stellte fest, dass Telarium einer der ersten kommerziellen Anbieter von Computerspielen gewesen sei. Er charakterisierte Telarium als Spielefirma, die die Nähe zur Literatur betonte, z. B. durch die Entwicklung von Titeln, die auf Werken von Schriftstellern wie Arthur C. Clarke und Agatha Christie beruhten und durch die Mitwirkung des Schriftstellers Ray Bradbury bei der Entwicklung von Fahrenheit 451. Dieser direkte Literaturbezug führe allerdings dazu, dass – anders als von manchen Spielern gewünscht – erzählerische Aspekte stärker im Vordergrund stünden als die Spielerfahrung in einer virtuellen Realität mit vielfältigen Handlungsoptionen.
Graham Nelson (2001) zählte Michael Crichtons Amazon und die Adaptionen der Science-Fiction-Klassiker Rendezvous with Rama und Fahrenheit 451 zu den erwähnenswerten Spielen aus der Vielzahl der Adventure-Titel, die im „golden age of text adventures“ der 1980er-Jahre publiziert wurden.
Die Einbindung von Schriftstellern in die Spieleentwicklung wurde bereits von William V. Costanzo (1989) als Besonderheit der Firma Telarium hervorgehoben. Als Beispiele benannte er Michael Crichton, der Amazon selbst entwickelte, sowie Ray Bradbury und Arthur C. Clarke, die Sequels zu ihren Büchern Fahrenheit 451 und Rendezvous with Rama lizenzierten.
Nick Montfort (2003) sah dagegen mit Ausnahme von Ray Bradbury nur wenige Hinweise auf eine aktive Beteiligung der Buchautoren an der Spielentwicklung. Telarium habe allerdings im Vergleich mit anderen Firmen vielleicht den intensivsten Aufwand bei der Adventure-Adaption bekannter literarischer Vorlagen betrieben.
Jimmy Maher (2006) kam zu einer differenzierten Gesamtbeurteilung von Telarium: Positiv bewertet wurden die sorgfältige Auswahl der Romanvorlagen und die teilweise innovativen Interaktionsmöglichkeiten, beispielsweise in dem Adventure Perry Mason – The Case of the Mandarin Murder. Auf der anderen Seite sei der Anspruch häufig höher gewesen als das, was letztlich realisiert wurde ("Telarium’s reach often exceeded its grasp"). Dem Spielablauf der Adventures mangele es nicht selten an Flexibilität, was einerseits auf die damaligen Hardware-Restriktionen, andererseits aber auch auf generelle Strukturprobleme der Interactive Fiction zurückzuführen sei. Trotzdem seien die meisten Telarium-Adventures aus heutiger Sicht als gut zu bewerten ("most of its games nevertheless stand up fairly well today").